# Helena Gamulin-Brida
Helena Gamulin-Brida (Selca, Brač, 6. ožujka 1910. − Zagreb, 4. srpnja 1989.), hrvatska zoologinja, morska biologinja. Kći liječnika Vojtjeha Bride i supruga biologa Ćire Gamulina.

## Životopis
Rodila se je u Selcima na otoku Braču. U Dubrovniku je završila Učiteljsku školu 1929. godine i potom je radila pet godina kao učiteljica u osnovnoj školi u Vrisniku i Jelsi. Od 1944. predavala je na Visu. U Splitu je završila 1947. godine Višu pedagošku školu, a od 1946. je šest godina predavala na Realci u Splitu i zatim tri godine na učiteljskoj školia u Zagrebu. U Zagrebu je studirala biologiju na Prirodoslovno-matematičkom fakultetu i diplomirala 1954., a 1960. doktorirala tezom Biocenoze dubljeg litorala u kanalima srednjeg Jadrana. 
Od 1958. je u Splitu bila voditeljicom laboratorija za bentos Instituta za oceanografiju i ribarstvo. Predavala je u Zagrebu sistematsku zoologiju i zoogeografiju na Prirodoslovno-matematičkome fakultetu od 1968. godine. Bavila se je najviše jadranskom bentoskom biocenozom. Napisala je više od sedamdeset znanstvenih i preko pedeset stručnih i didaktičnih radova u listovima Priroda, Acta Adriatica, Acta Biokovica i drugima. Autorica srednjoškolskog udžbenika za biologiju (suautor Z. Pavletić) koji je doživio više izdanja.